# Gocoo

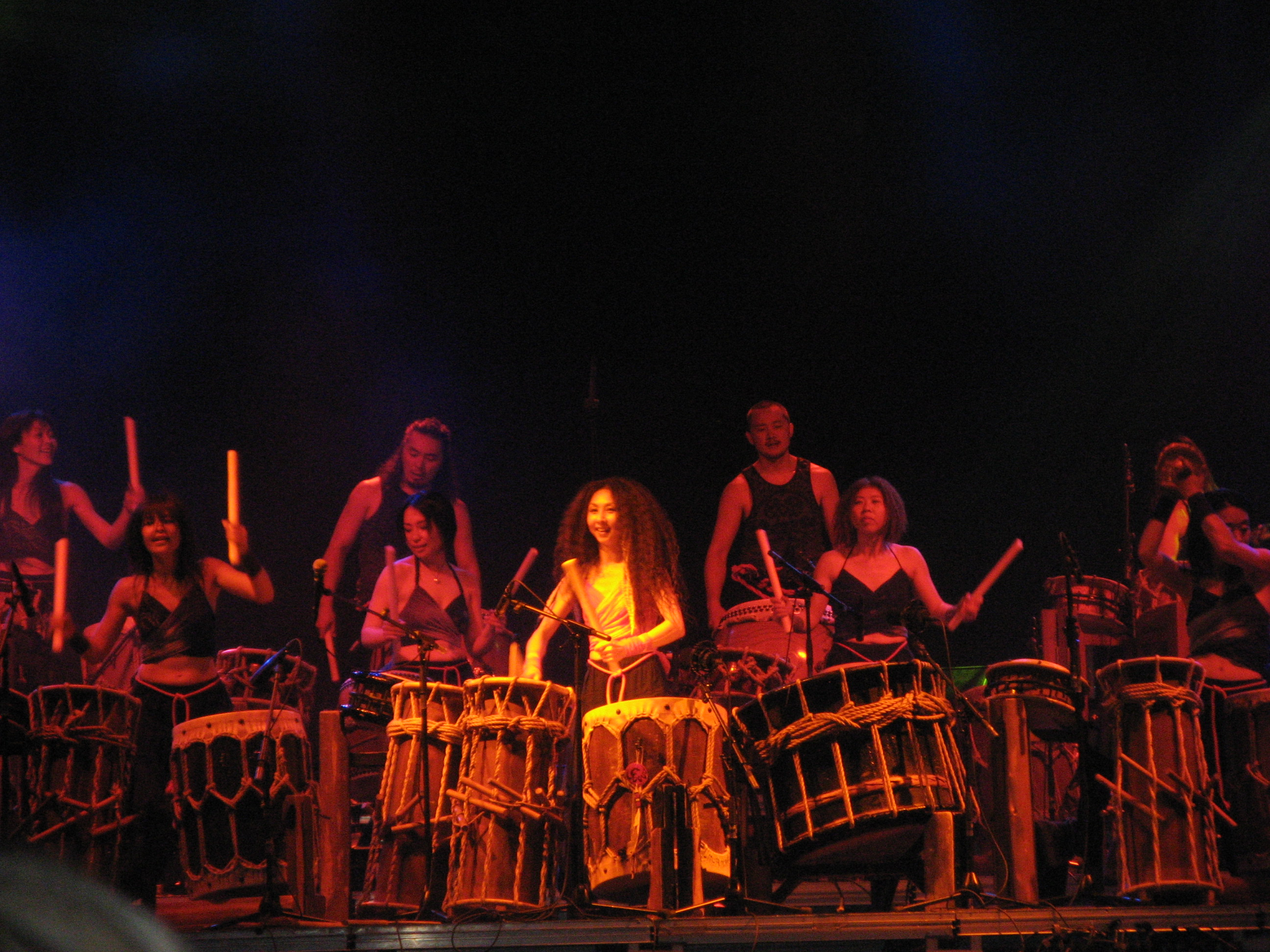
Gocoo

Gocoo, oder auch GOCOO, (jap. ゴクウ) ist eine japanische Taiko-Band aus Tokio. Die Gruppe besteht im Kern aus sieben weiblichen und vier männlichen Musikern und steht bei Tourneen mit bis zu 16 Künstlern auf der Bühne.

## Stil
Gocoo spielt keinen klassischen Stil oder interpretiert klassische japanische Musik neu. Die Band kreiert genre-übergreifende Rhythmen. Es verschmelzen Ost und West, Tradition und Pop, Ritus und Party. Der Sound wird oft als Crossover oder Weltmusik deklariert, aber auch Begriffe wie Techno- und Trance-Taiko werden benutzt, um Gocoos Musik zu definieren.

## Geschichte
Untypisch für eine Taiko-Formation gab die 1997 in Tokio gegründete Band noch im selben Jahr ihr Debüt auf dem Techno-Festival Rainbow 2000. Trotzdem ist Gocoo auch im Kreis der klassischen Taiko-Szene anerkannt. So trat Gocoo beispielsweise 2001 beim 35. Nihon no Taiko: Taiko ha Koeru (Japanese Taiko Drums Transcend) im japanischen Nationaltheater auf. Im Juni 2005 trat Gocoo in Tokio zusammen mit dem klassischen Taiko-Ensemble Kodo beim Earthbeat Festival auf.
Seit ihrer Gründung hatte Gocoo mehrmals die Gelegenheit, mit bekannten Künstlern zusammenzuarbeiten und aufzutreten, unter anderem mit dem Koreaner Kim Duk-soo mit seiner Samulnori-Gruppe, mit dem westafrikanischen Djembé-Spieler Mamady Keïta, oder auch mit Seiichi Tanaka vom San Francisco Taiko Ensemble.
Gocoos erstes Solo-Album healing asia vol. 2, das im Januar 2000 bei Consipio Records erschien, wurde von Shinichi Tanaka produziert und ohne nachträgliche Studio-Bearbeitung aufgenommen. Anfang 2002 ging Gocoo zusammen mit Juno Reactor aus Großbritannien ins Studio. Das Ergebnis war die im August veröffentlichte Maxisingle Hotaka. Im Juni desselben Jahres erschien auch Gocoos erstes Live-Album Live ’01 bei Universal Music.
Im Januar 2003 kam Gocoo zum ersten Mal zu einer Tournee nach Europa. Noch im selben Jahr kam es zu gemeinsamen Aufnahmen mit Juno Reactor: Die Titel Tea House und Tetsujin für den Soundtrack der Filme Matrix Reloaded und Matrix Revolutions entstanden. Auch japanische Firmen, wie z. B. Nissan oder Hitachi, setzen schon Gocoos Sound für ihre TV-Werbespot-Kampagnen ein.
2004 kamen Gocoo nach Europa zurück. Außerdem erschien Gocoos zweites Live-Album LoveBeat!. In Hamburg gingen Gocoo ins Studio, um dort Aufnahmen für den Soundtrack zum Computerspiel Gothic 3 einzuspielen.
Im Herbst 2005 folgte eine dritte Tournee mit insgesamt 34 Konzerten in Deutschland, der Schweiz, Luxemburg, den Niederlanden und Mexiko. 2006 folgten Konzerte in Australien, Osteuropa und Griechenland. Außerdem trat Gocoo in mehreren Städten Deutschlands im Rahmen des FIFA-WM 2006 Fanfestes auf. Die Europa-Tour 2007 war mit 22 Konzerten in zehn Ländern die bisher erfolgreichste.
2008 vertraten Gocoo den asiatischen Kontinent musikalisch bei der UN-Artenschutzkonferenz in Bonn und stand dort u. a. neben Bob Geldof und Daniela Mercury auf der Bühne. Außerdem gaben Gocoo innerhalb eines Jahres Konzerte in Ländern aller fünf Kontinente.
Im Ausland traten Gocoo neben vielen Ländern in Europa schon in China, Marokko, Mexiko, den USA und Australien auf.
Die Newsweek Japan hat in ihrer Ausgabe vom 8. Juli 2009 Gocoo in die Liste der „Top 100 japanischen Persönlichkeiten, die Kulturgrenzen überwinden und in der Welt glänzen“ aufgenommen, da ihr „mit ethnischer Musik aus aller Welt und Rockmusik versetzter grenzenloser Sound weltweit geschätzt wird“, so die Newsweek.
Nach den Europa-Tourneen in 2008, 2009 und 2011, erfolgte auch 2012 wieder eine Sommer-Tour. Gocoo traten unter anderem beim Montreux Jazz Festival auf und standen ein weiteres Mal bei Europas größtem Musikevent, dem SZIGET Festival, auf der Bühne. Nachdem Gocoo bereits 2007 zu Gast auf der Weltmusikbühne des Sziget waren, traten sie dieses Mal auf der Hauptbühne auf. Somit stand zum ersten Mal überhaupt ein instrumentaler Weltmusikkünstler neben den internationalen Mainstream Rock/Pop Acts auf der Hauptbühne des Sziget, dem Gewinner des „Best European Major Festival“ Awards 2011. Das Konzert wurde über YouTube weltweit live ausgestrahlt.
2013 wurde Gocoos Musik für eine Coca-Cola TV-Werbespot-Kampagne eingesetzt. Außerdem trat die Gruppe nach 2005 zum zweiten Mal live und ohne Playback im ZDF-Fernsehgarten auf. Die Konzerte in Belgrad, Sarajevo und Zagreb wurden live bzw. zeitversetzt im TV übertragen. Im Juli wurde das neue Livealbum Eleven veröffentlicht.
2015 gaben Gocoo im Rahmen ihrer Mighty Beats Tour 2015 als einziger Künstler zwei Konzerte beim Paleo Festival Nyon (Schweiz). Das Konzert vom 24. Juli Konzerte wurde auf ARTE.TV ausgestrahlt.

## Besonderheiten
Lead-Drummerin Kaoly Asano (jap. 浅野香) erregt viel Aufmerksamkeit als erste Taiko-Spielerin, die auch selbst Kopf eines großen Taiko-Ensembles wie Gocoo ist. Wenn sie nicht mit Gocoo auf der Bühne steht, lehrt sie das Taikospiel in ihrer Schule Tawoo Taiko Dojo in Tokio.

## Diskografie

### Alben
- 2000: healing asia vol.2 featuring Gocoo
- 2001: Migwitch Gitchi-Manidoo (Kompilation von Aufnahmen der Amerika-Tour 2000 in limitierter Auflage)
- 2002: Live 01
- 2004: LoveBeat!
- 2005: Joy -healing asia- (Studioalbum, Gocoo + GoRo)
- 2007: "MatsuRhythm" vol.1. EarthBeat (Gocoo + GoRo)
- 2011: Roots of Joy
- 2013: Eleven
- 2017: Best of Gocoo
- 2019: Ancient river

## Zusammenarbeiten und Beiträge zu Kompilationen

### Alben
- 2000: healing asia vol.3 featuring LI BO
- 2000: Wish compilation. Hybrid Acoustic Ground
- 2002: Odyssey 1992-2002 (Juno Reactor Best-Of-Album)
- 2002: 武尊祭 ’01 ’02 ~ Hotakasai ~ Hotaka Mountain Festival ’01 ’02
- 2003: Matrix Reloaded. Music from and inspired by the motion picture (Soundtrack-Album zum Film)
- 2003: Matrix Revolutions. Music from the motion picture (Soundtrack-Album zum Film)
- 2003: 天土の間. Amatsuchi No Aida ~best of healing asia~ (Kompilation von Stücken der ‘healing asia’-Reihe)
- 2006: Gothic 3 Original Soundtrack (Soundtrack-Album zum PC-Spiel)
- 2009: Spectacle. (Daishi Dance Album)
- 2015: Sakanaquarium 2015-2016 "NF Records launch tour" Live at Nippon Budokan 2015.10.27-(完全生産限定盤) [DVD]
- 2017: The Sounds of Shangrila vol.2

### Singles & EPs
- 2002: Hotaka (Juno Reactor)
- 2003: Zwara (Juno Reactor)

## Videoalben
- 2003: Live (DVD)
- 2011: Roots of Joy (DVD)
- Japan’s Magic Taiko Drummers (Promo Doppel-DVD)

## Sonstige
- Kaoly Asano: 太鼓を打つ! 1996, ISBN 4-938170-28-0, japanisch, A5, 232 Seiten (Taiko-Einführung)